# Bilāl ibn Rabāh

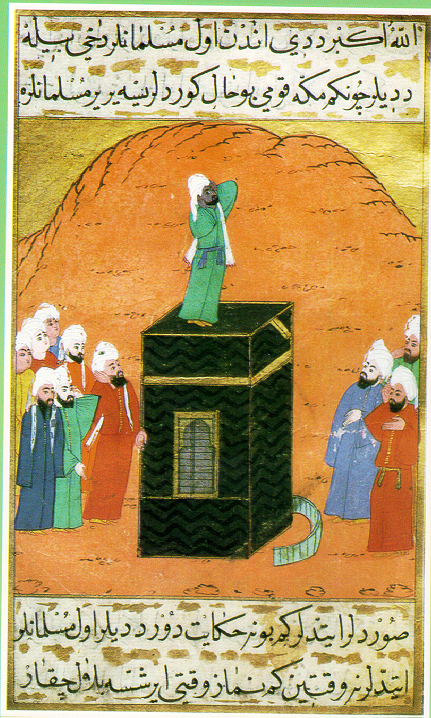
Türkische Miniaturmalerei:
Bilal al-Habaschi

Bilāl ibn Rabāh al-Habaschī (arabisch بلال بن رباح الحبشي, DMG Bilāl b. Rabāḥ al-Ḥabašī) war einer der Gefährten (sahāba) des Propheten Mohammed, des Begründers des Islam. Er stammte seinem Herkunftsnamen (Nisbe) gemäß aus Äthiopien (arabisch الحبشة, DMG al-Ḥabaša ‚Abessinien‘) und war Sklave Umayya ibn Chalafs. Er gehörte zu den in Mekka geborenen Fremden nicht-arabischer Abstammung (muwallad).
Er soll einer der ersten Männer gewesen sein, der sich zum Islam bekannte; anderen Berichten zufolge war er unter den ersten sieben Personen, die sich in Mekka Mohammed angeschlossen haben. Während der mekkanischen Periode der Prophetie wurden Muslime, vor allem diejenigen, die als Schutzbefohlene oder Sklaven der Quraisch in Mekka lebten, von ihren polytheistischen Patronen verfolgt. Schließlich wurde Bilal von Abū Bakr aus der Sklaverei freigekauft, nachdem er unerträgliche Quälereien über sich ergehen lassen musste. Er wurde ein enger Vertrauter und Gefährte des Propheten.
Nach der Auswanderung (hidschra) Mohammeds nach Medina wurde er, nicht zuletzt wegen seiner schönen Stimme, der Gebetsrufer (Muezzin) der medinensischen Gemeinde. In der Schlacht von Badr tötete er seinen Rivalen und ehemaligen Patron Umayya ibn Chalaf und dessen Sohn. Auch an anderen Schlachten – Uhud, Grabenschlacht – hat er teilgenommen.

Bei der Eroberung Mekkas beauftragte ihn Mohammed, vom Dach der Kaaba zum Gebet zu rufen; einige konnten ihren Unmut darüber allerdings nicht verbergen, dass ausgerechnet ein schwarzer Gefährte des Propheten bei diesem historischen Anlass die Muslime zum Gebet rief. Dies soll gemäß Darstellungen der Prophetenbiographie (Sira) und Koranexegese (tafsir) der Anlass zur Offenbarung des folgenden Koranverses gewesen sein: 

„Ihr Menschen! Wir haben euch geschaffen (indem wir euch) von einem männlichen und einem weiblichen Wesen (abstammen ließen), und wir haben euch zu Verbänden und Stämmen gemacht, damit ihr euch (auf Grund der genealogischen Verhältnisse) untereinander kennt. Als der Vornehmste gilt bei Gott derjenige von euch, der am frömmsten ist …“

 Nach dem Tod des Propheten wirkte er unter Abu Bakr weiterhin als Gebetsrufer, gab aber dieses Amt unter ʿUmar b. al-Chattāb mit Hinweis auf den folgenden Prophetenspruch auf: 

„Eure vorzüglichste Tat ist der Dschihad auf dem Wege Gottes.“

 Mit diesem Argument zog Bilal nach Syrien und soll gesagt haben: „Ich will bis zu meinem Tode kämpfen.“
Er starb zwischen 638 und 642 widersprüchlichen Berichten zufolge entweder in Damaskus, oder Aleppo oder in Darāyā, in der Nähe von Damaskus. Um seine Gestalt entstanden zahlreiche Anekdoten und legendenhafte Berichte; Ibn ʿAsākir widmet ihm in seiner Stadtgeschichte von Damaskus eine fünfzig Seiten lange Biographie.
Bis heute werden viele männliche Muslime nach ihm Bilal genannt.